# Węgorzewko
Węgorzewko (niem. Angerburg-Gut) – przysiółek wsi Kalskie Nowiny w Polsce, w województwie warmińsko-mazurskim, w powiecie węgorzewskim, w gminie Węgorzewo.
W latach 1975–1998 miejscowość należała administracyjnie do województwa suwalskiego.

## Nazwa
28 marca 1949 r. ustalono urzędową polską nazwę miejscowości – Węgorzewko, określając drugi przypadek jako Węgorzewka, a przymiotnik – węgorzewecki.